# جان مارك فونتين
جان مارك فونتين (بالفرنسية: Jean-Marc Fontaine)‏ هو رياضياتي فرنسي، ولد في 13 مارس 1944 في بولون-بيانكور في فرنسا، وتوفي في 29 يناير 2019 بسبب سرطان.